# Galaxias Chaos
Galaxias Chaos é uma área de paisagem  descontínua no quadrângulo de Cebrenia em Marte, localizada a 34.1° latitude norte e 213.6° longitude oeste.  Seu diâmetro é de 234.0 km e recebeu o nome de uma formação de albedo.

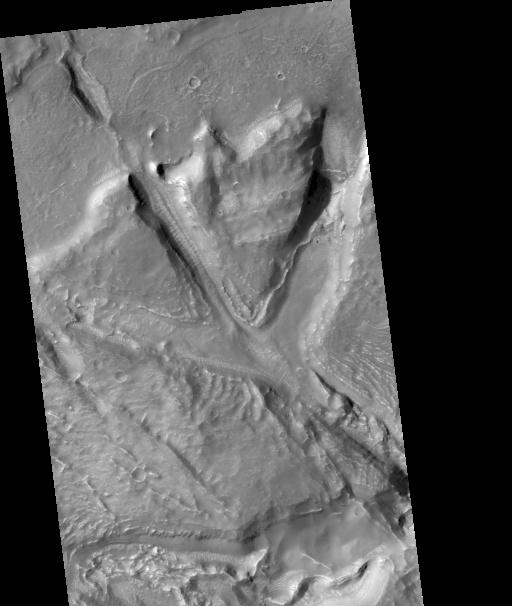
Detalhe de Galaxias Chaos, visto pela HiRISE.